# 290
El año 290 (CCXC) fue un año común comenzado en miércoles del calendario juliano, en vigor en aquella fecha.
En el Imperio romano el año fue nombrado como "el del consulado de Valerio y Valerio o, menos comúnmente, como el 1043 Ab urbe condita, siendo su denominación como 290 posterior, de la Edad Media, al establecerse el Anno Domini.

## Acontecimientos

### Asia
- Jin Hui Di sucede a Jin Wu Di como emperador de China.

### Imperio romano
- Los coemperadores Diocleciano y Maximiano ejercen el consulado juntos por segunda vez, como ya habían hecho en 287. Ambos se encuentran en Milán en el quinto aniversario de su gobierno para hablar de sus éxitos y sus fracasos.

## Nacimientos
- Eulalia de Barcelona, mártir cristiana. (Fecha probable.)